# Nomia anthracoptera
Nomia anthracoptera là một loài Hymenoptera trong họ Halictidae. Loài này được Cockerell mô tả khoa học năm 1918.